# Centralna Biblioteka Statystyczna im. Stefana Szulca
Centralna Biblioteka Statystyczna im. Stefana Szulca (CBS) – główna i ogólnodostępna książnica należąca do jednostek obsługi statystyki publicznej. Mieści się w Warszawie. Posiada największą specjalistyczną kolekcję wydawnictw statystycznych w Polsce.

## Historia Biblioteki
Biblioteka powstała w 1918 r., równocześnie z organizującym się Głównym Urzędem Statystycznym (GUS) jako niezbędne zaplecze naukowe działalności Urzędu. Zalążkiem jej zbiorów był księgozbiór odziedziczony po Warszawskim Komitecie Statystycznym, który pozostał w 1915 roku w Warszawie po ewakuacji urzędu do Petersburga oraz sprowadzone w 1919 roku zbiory pozostałe po lwowskim Wydziale Krajowym, który prowadził również badania statystyczne dla Galicji. Księgozbiór ten zawierał niemal w komplecie wielotomowe XIX-wieczne serie wydawnicze trzech państw zaborczych, stanowiące bezcenne źródła do historii statystyki i do dziś znajdujące się w zbiorach CBS. Kierownictwo Biblioteki powierzono wybitnemu statystykowi i demografowi, prof. Stefanowi Szulcowi. Dzięki jego prężnej działalności biblioteka wzbogaciła się o kolejne cenne nabytki.
W 1939 r. zbiory biblioteczne liczyły już około 60 000 woluminów.
Podczas II wojny światowej zbiory biblioteki zostały przez władze niemieckie przewiezione do Krakowa, do siedziby Statistisches Amt. W 1945 r. po reaktywowaniu Głównego Urzędu Statystycznego powróciły do Warszawy. Nie podzieliły tym samym losu zbiorów innych placówek bibliotecznych stolicy, które zostały prawie całkowicie zniszczone we wrześniu 1939 roku, bądź podczas powstania warszawskiego w 1944 roku.
W 1953 r. biblioteka uzyskała nową siedzibę w jednym ze skrzydeł gmachu GUS, zaprojektowanego przez pracownię prof. Romualda Gutta.
W 1968 r. bibliotece nadano statut, przekształcając ją z Biblioteki Urzędu w Centralną Bibliotekę Statystyczną, spełniającą funkcję głównej biblioteki kraju w zakresie statystyki, demografii oraz dziedzin pokrewnych.

## Zbiory
Zbiory Warszawskiego Komitetu Statystycznego, będące zalążkiem zborów biblioteki liczyły 3 tysiące woluminów.
Centralna Biblioteka Statystyczna gromadzi dzieła naukowe i popularnonaukowe z zakresu statystyki i demografii, nauk społeczno-ekonomicznych, finansów i bankowości, zarządzania, informatyki, poligrafii, bibliotekoznawstwa. Biblioteka otrzymuje egzemplarz obowiązkowy wydawnictw GUS.
Zbiory główne Biblioteki liczą 510 095 woluminów w tym liczne tytuły czasopism bieżących. Zbiory kartograficzne to ponad 5 000 atlasów, map i planów.
Księgozbiór główny jest najstarszą i największą tego typu specjalistyczną kolekcją w Polsce. Zawiera wszystkie wydawnictwa GUS od początku powstania Urzędu oraz ważniejsze publikacje wojewódzkich urzędów statystycznych. CBS posiada najbogatszy w kraju zbiór bieżących i retrospektywnych światowych wydawnictw statystycznych. Szczególne znaczenie mają roczniki statystyczne poszczególnych krajów i instytucji międzynarodowych.
Zbiory czasopiśmiennicze zawierają czasopisma bieżące polskie i zagraniczne z zakresu statystyki i demografii.
Biblioteka opracowuje „Bibliografię Wydawnictw GUS”, „Biuletyn Nabytków CBS” oraz tematyczne zestawienia bibliograficzne.

## Cyfrowa Biblioteka Statystyczna
Statystyczna Biblioteka Cyfrowa to zbiór zdigitalizowanych publikacji udostępnianych online. Zawiera m.in. wydane w okresie międzywojennym przez GUS roczniki i czasopisma branżowe, unikalne cimelia statystyczno-demograficzne pochodzące z końca XIX i początku XX wieku oraz najważniejsze publikacje statystyczne GUS wydane po II wojnie światowej, w tym wyniki powszechnych spisów ludności i roczniki statystyczne.

## Edukacja statystyczna
Biblioteka prowadzi również działania edukacyjne m.in. wystawy, spotkania i lekcje biblioteczne. Najważniejszym cyklicznym wydarzeniem organizowanym od 1968 r. przez Centralną Bibliotekę Statystyczną jest Ogólnopolski Konkurs Statystyczny.

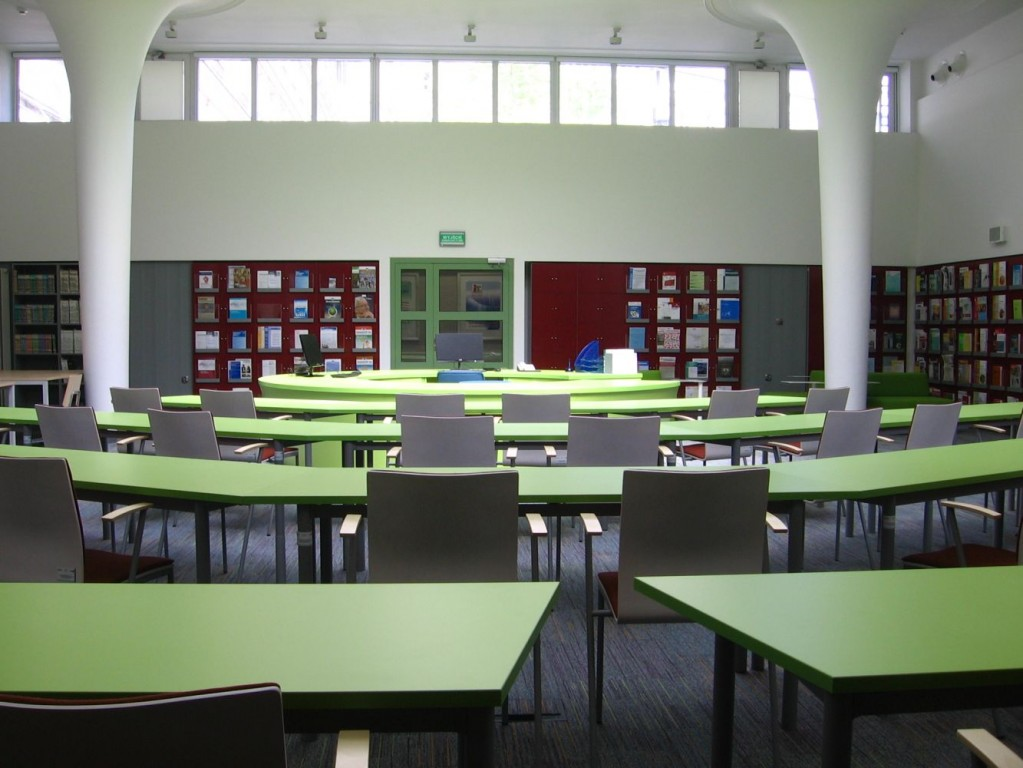
Czytelnia CBS

## Odznaczenie
W marcu 2007 r. decyzją Zarządu Głównego Stowarzyszenia Bibliotekarzy Polskich został przyznany bibliotece medal Bibliotheca Magna Perennisque za całokształt działalności na rzecz rozwoju bibliotekarstwa polskiego i upowszechniania książki w społeczeństwie polskim.

## Dyrektorzy biblioteki
- Stefan Szulc (1919–1939)[1]
- Irena Morsztynkiewiczowa (1956–1973)[8]
- Andrzej Jopkiewicz (1973–1996)
- Janina Pawlik[1]